# NGC 1587
NGC 1587 je galaksija u zviježđu Biku.

## Vanjske poveznice
- SEDS: NGC 1587